# Blek backsvala
Blek backsvala (Riparia diluta) är en fågelart i familjen svalor inom ordningen tättingar. Den förekommer i delar av Asien, från Kazakstan och Pakistan till Kina. Vintertid flyttar den till södra Asien, med några fynd västerut till Kuwait. Beståndet anses vara livskraftigt. Arten behandlades tidigare som en del av backsvalan. 

## Utseende och läte
Blek backsvala är mycket lik backsvalan (Riparia riparia) men har jämfört med denna en blekare gråbrun ovansida och ett mindre distinkt bröstband. De skiljer sig även på kindfläckens kontrast, graden av stjärtklyvning, mängden tarsbefjädring och på varningsläte.

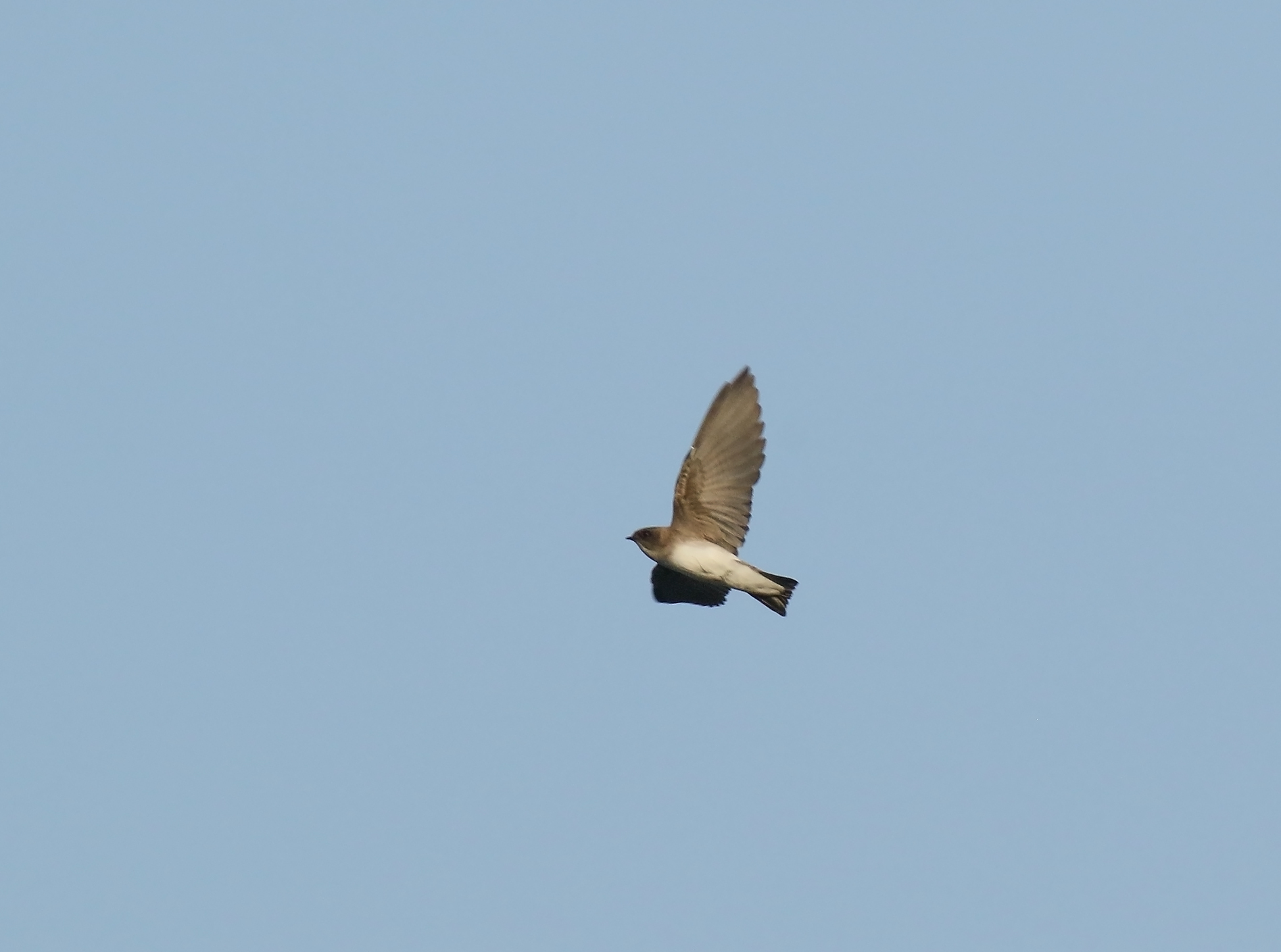

## Utbredning och systematik
Blek backsvala delas upp i fyra underarter med följande utbredning:
- Riparia diluta diluta – häckar från Kazakstan söderut till Uzbekistan och Tadjzikistan, österut genom Sibirien till floden Lena och nordöstra Kina; övervintrar i Sydasien
- Riparia diluta indica – förekommer i Pakistan och norra Indien
- Riparia diluta fohkienensis – förekommer i centrala och östra Kina
- Riparia diluta tibetana – förekommer i sydvästra Kina på Xizang-Qinghai-platån

I januari 2017 sågs en blek backsvala i Kuwait, den första i Västra palearktis.
Tidigare behandlades den som underart till backsvala och vissa gör det fortfarande. De båda taxonens utbredningsområden överlappar och lokaler där båda arter häckar förekommer utan hybridisering.

## Ekologi
Blek backsvala häckar jämfört med backsvalan i torrare miljöer på torr stäpp längre från vatten. I Himalaya kan den ses upp till 4.500 meter över havet. Det finns inte fullständig kunskap om dess föda, men troligen liknar den backsvalan i det avseendet. Den födosöker i grupp och beblandar sig med andra svalor och seglare.

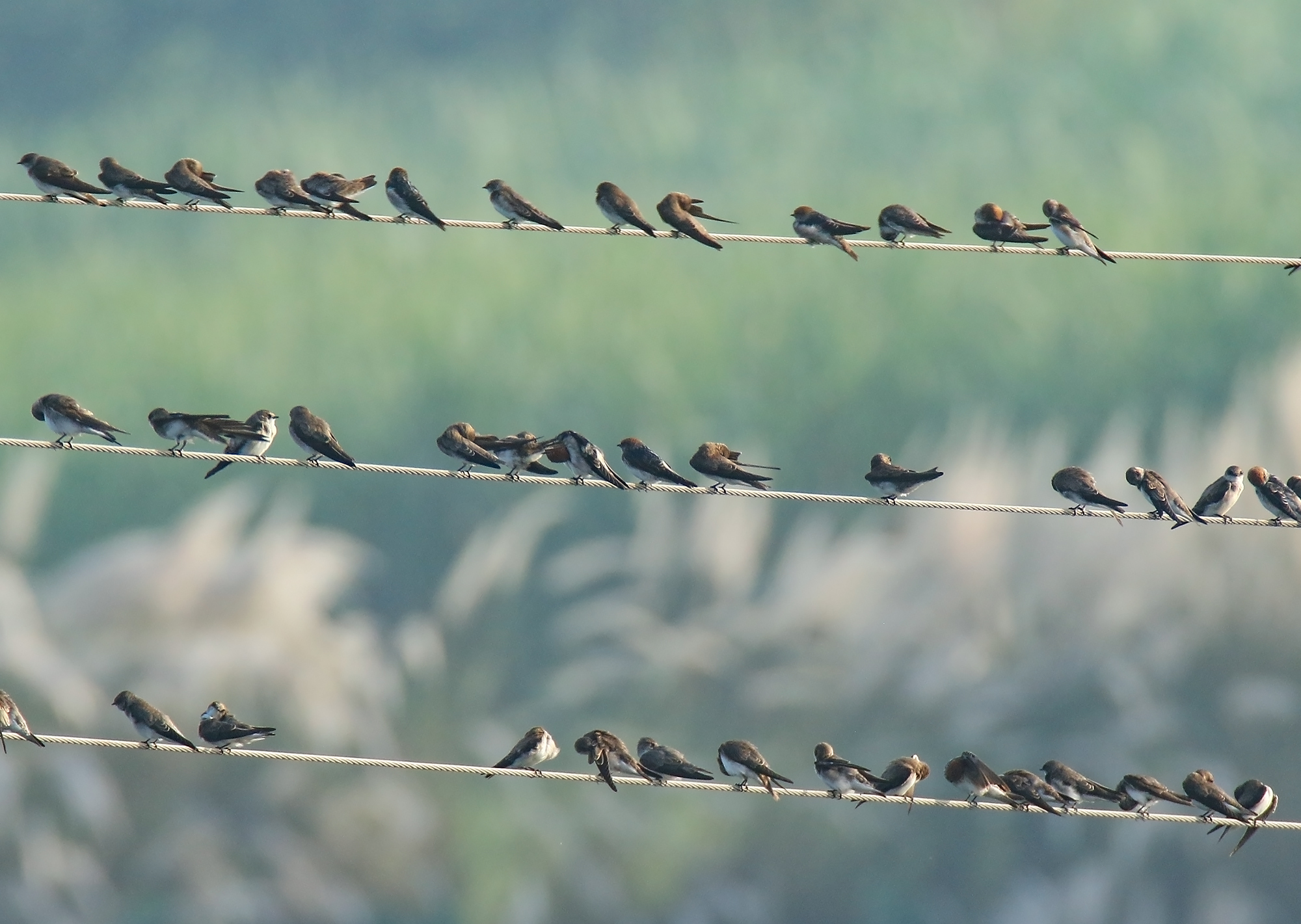
Blek backsvala med trådstjärtad svala i Pakistan.

Fågeln häckar mellan november och maj, huvudsakligen mellan februari och april. Liksom backsvalan häckar den i små kolonier i sandbankar med upp till 150-200 bon. Den lägger tre till fyra ägg i Indien, fyra till sju i Kina. Båda föräldrar ruvar, i 15 dagar. Ungarna blir flygga efter 23 dagar. Kooperativ häckning har också observerats när en ensam hane hjälper föräldrarna i att ruva äggen och mata ungarna.

## Status och hot
Arten har ett stort utbredningsområde, men okänd populationsstorlek med okänd utveckling. Internationella naturvårdsunionen IUCN bedömer dock att den inte är tillräckligt fåtalig eller att den minskar tillräckligt snabbt i antal för att den ska kategoriseras som hotad. Den beskrivs som lokalt vanlig.